# Ahmed Pašić
Ahmed Pašić, slovenski aktivist, antropolog, družbenopolitični delavec, politolog, publicist, * 4. februar 1976, Jesenice.
Ahmed Pašić je diplomiral l. 2000 z delom Odnos slovenskih dnevnih časopisov do Islama kot vere na Fakulteti za družbene vede v Ljubljani (komunikologija), magistriral iz politologije z delom Islam in moderni zahod (2005), doktoriral pa leta 2009 iz socialne antropologije na Institutum Studiorum Humanitatis - Fakulteti za podiplomski humanistični študij v Ljubljani z delom Perspektive in dileme muslimanskih skupnosti v kontekstu evropskih integracijskih procesov.
Širši javnosti je postal znan s pobudo "Ejga - za lepše Jesenice", s katero je organiziral je preko 60 prostovoljskih akcij ter več humanitarnih akcij. S svojim delom je pritegnil več sto podpornikov in več kot 10 neposrednih udeležencev akcij ter več donatorjev. Z aktivnim državljanstvom si je prislužil nominacijo za osebnost leta, izjemno osebnost leta in posebno priznanje v akciji Naj prostovoljec leta 2013.
V Islamski skupnosti v Sloveniji je delal kot koordinator za Islamski kulturni center v Ljubljani, na Jesenicah kot prostovoljni predsednik Odbora Islamske skupnosti, še vedno je član Slovenskega društva za mednarodne odnose, Društva slovenskih politologov ter Slovensko-atlantskega sveta, obenem pa predava o islamu, je avtor več knjig, trenutno piše kolumne v Delo in Dnevnik.
Leta 2014 je kandidiral na županskih volitvah na Jesenicah. Trenutno spet živi in dela v Singapurju.

## Izbrana bibliografija
- Islam in muslimani v Sloveniji, 2002 (COBISS)
- Islam in moderni Zahod: integracija islamskih skupnosti v moderne zahodne družbe, 2005 (COBISS)
- Bošnjaki na soški fronti, 2007 (COBISS)
- Radicalism among Muslims in Europe: myth or reality?, 2009 (COBISS)
- Ejga - za lepše Jesenice: [pozitivna zgodba, ki je spremila mesto], 2014 (COBISS)
- Še vedno verjamem; Popotovanja od Jesenic do Singapurja, 2017 (COBISS)